# Mietvilla Reinickstraße 10

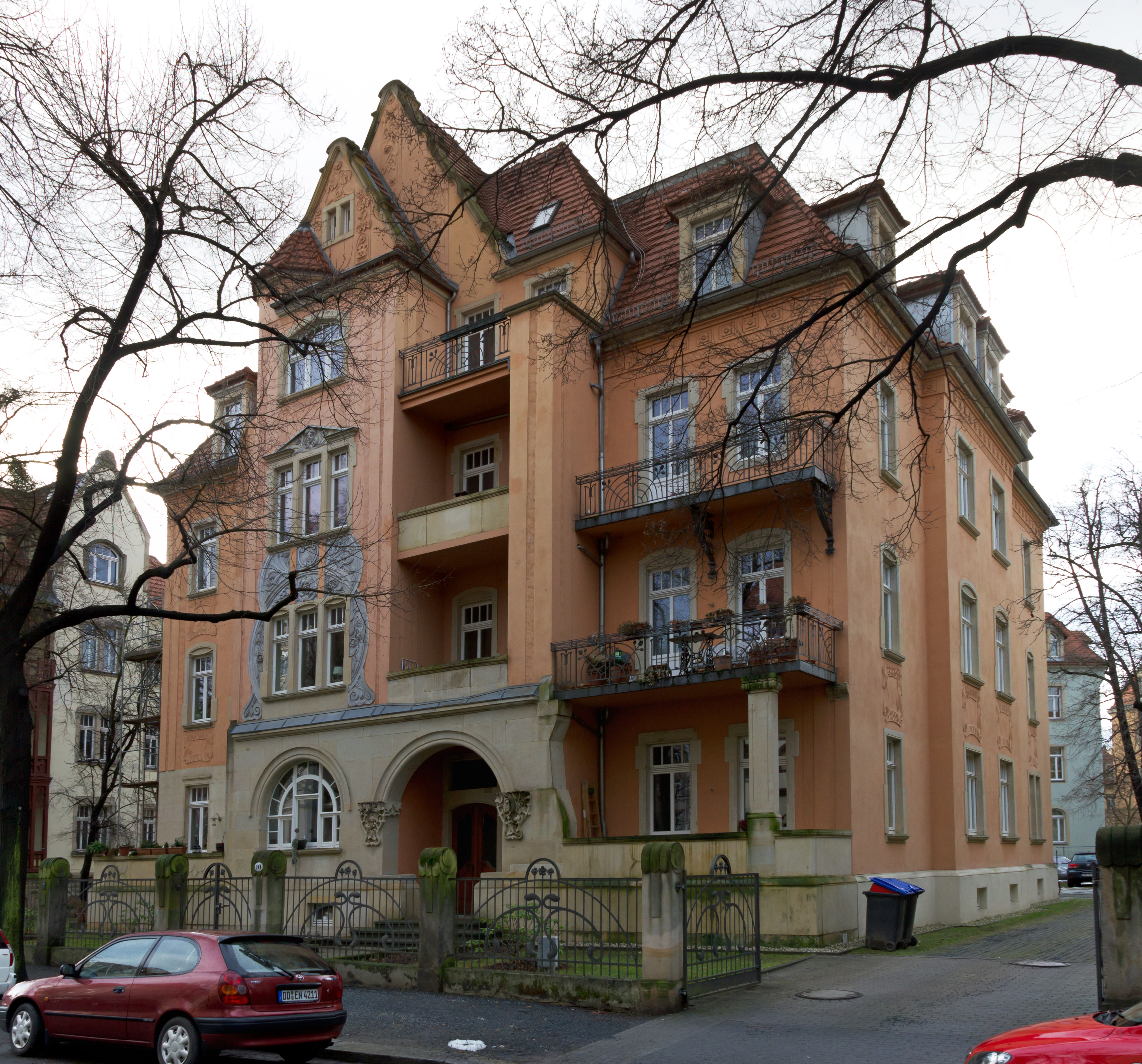
Mietvilla Reinickstraße 10

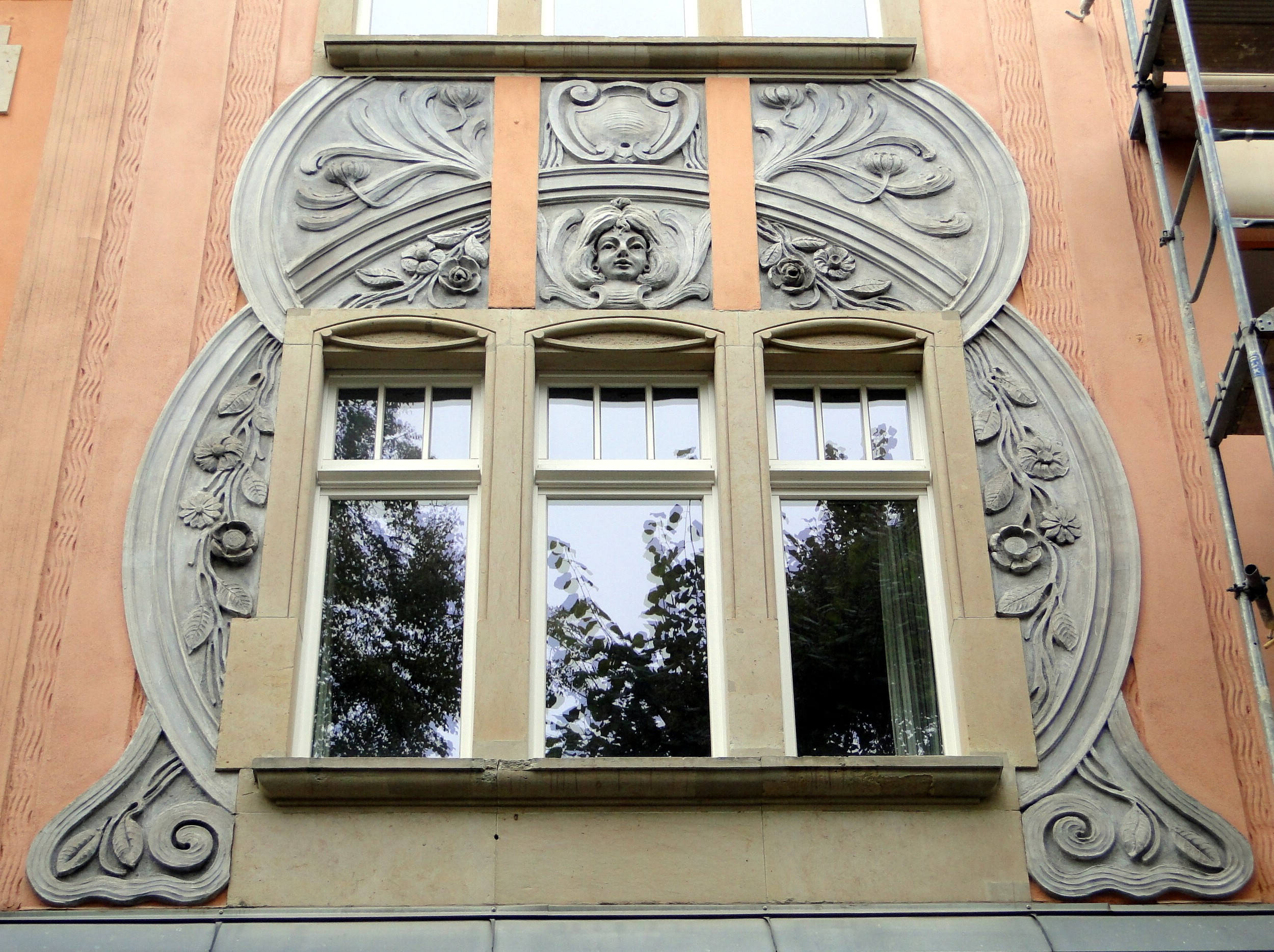
Mietvilla Reinickstraße 10, Detail

Die Mietvilla Reinickstraße 10 ist ein denkmalgeschütztes Mehrfamilienwohnhaus an der nach dem Dichter und Maler Robert Reinick benannten Straße im Dresdner Stadtteil Striesen.
Das freistehende dreigeschossige Jugendstil-Gebäude mit ausgebautem Dachgeschoss wurde 1903 durch den Bauunternehmer Carl August Eichler erbaut, der auch Eigentümer war. Die Hauptansicht ist mit zwei etwa gleichgebildeten, hintereinander versetzten Risaliten leicht asymmetrisch gestaltet. An den Risaliten sind Drillingsfenster zu sehen, deren Spiegelfelder aufwändig mit rundgeformten Stuckaturen geschmückt sind.
Der Hausflur ist reich mit Malereien geschmückt. So ist der untere Wandbereich des Entrées so bemalt, dass der Eindruck einer Marmorverkleidung entsteht. Darüber wurden die Wände mit farbenfrohen Jugendstilmalereien geschmückt. Pfauen schreiten durch Teichlandschaften mit Schwänen und Blumen, darüber eine sich wiederholende Reihe von Apfelbäumen. Die Decke ist in zartem Hellblau gestrichen, der Boden mit kräftig gefärbten Mettlacher Fliesen bedeckt. Dazu kommen rosafarbene plastische Ornamente der Firma Villeroy & Boch. Die Malereien wurden 1998/99 teils restauriert, teils rekonstruiert.